# 西新得信号場

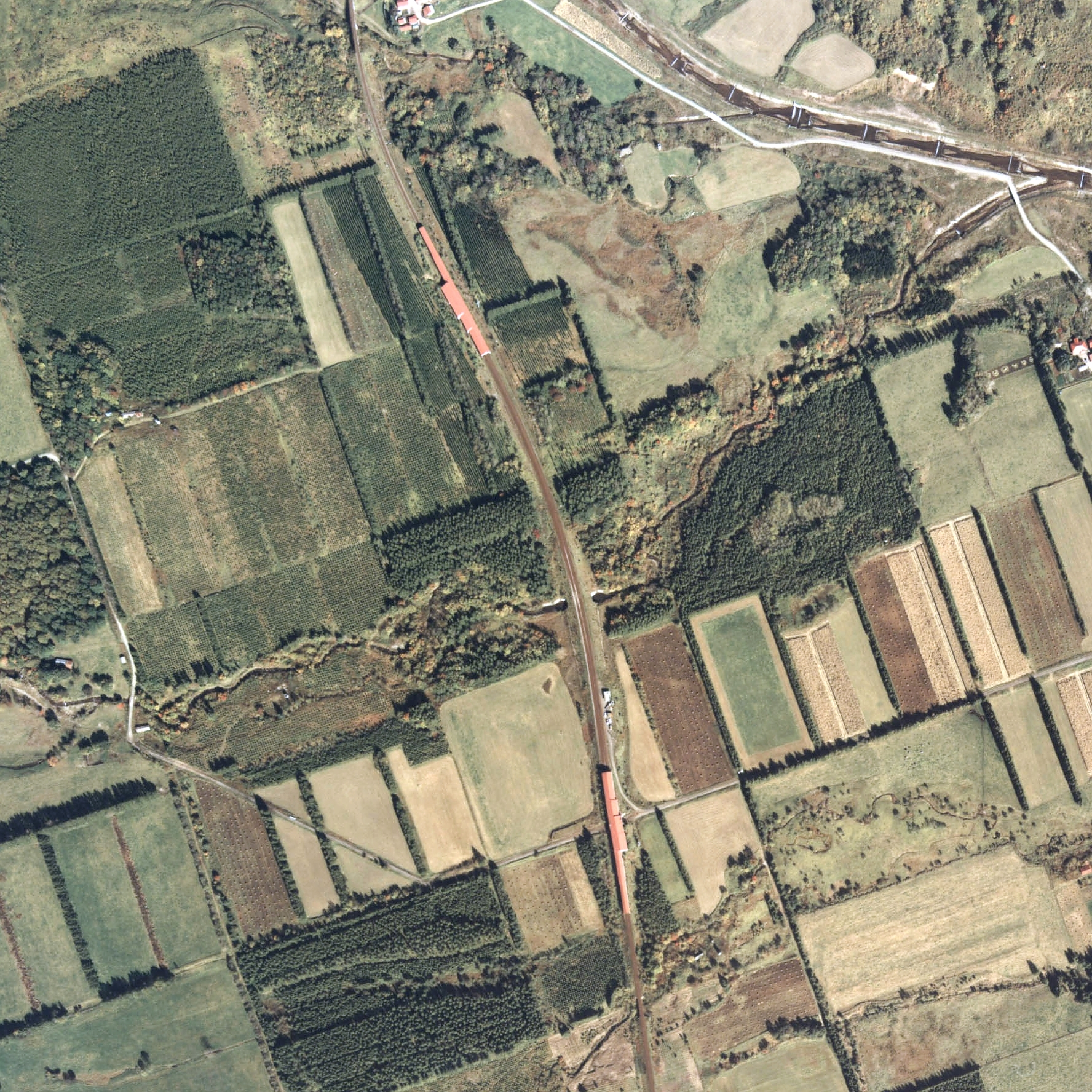
1977年の西新得信号場の周囲約1km範囲。上が新得方面。

西新得信号場（にししんとくしんごうじょう）は、北海道上川郡新得町字新得西5線にある北海道旅客鉄道（JR北海道）石勝線の信号場である。電報略号はニン。事務管理コードは▲110462。

## 歴史
- 1966年（昭和41年）9月30日：根室本線落合駅 - 新得駅間の新線付け替えに伴って新設[2]。当初より無人の信号場で、上落合信号場 -  西新得信号場間各信号場と同様、CTC-2型により広内信号場より集中制御[5][6]。
- 1971年（昭和46年）5月1日：根室本線CTC-4型を上落合信号場 -  昭栄信号場間に導入し、釧路CTCセンターからの遠隔制御となる[6]。
- 1981年（昭和56年）10月1日：石勝線開業。
- 1987年（昭和62年）4月1日：国鉄分割民営化によりJR北海道に継承[2]。
- 1995年（平成7年）度：石勝線・根室線高速化工事に伴い同年度に分岐器を弾性分岐器に交換[7]。
- 2022年（令和4年）5月29日：構内スノーシェルターの一部が落下する事故が発生（列車運行への支障や死傷者なし）[1]。
- 2024年（令和6年）4月1日：根室本線富良野駅 - 新得駅間の廃止に伴い、上落合信号場 - 新得駅間が石勝線の単独区間となり、根室本線の信号場として廃止[8][9]。

## 信号場の構造
両側の分岐器をスノーシェルターで覆った2線を有する単線行き違い型の信号場。一線スルー化はされておらず、建物側の1番線を上り列車（南千歳・札幌方面）、2番線を下り列車（新得・帯広方面）が使用する。

## 隣の駅
北海道旅客鉄道（JR北海道）
■石勝線
トマム駅 (K22) - （串内信号場） - （上落合信号場） - （新狩勝信号場） - （広内信号場） - （西新得信号場） - 新得駅 (K23)